# Кусакабэ Кимбэй
Кусакабэ Кимбэй (яп. 日下部 金幣, 1841 — 1934) — японский фотограф. Более известен по своему личному имени Кимбэй из-за того, что большинство клиентов были европейцами, не говорящими по-японски, а фамилия его более труднопроизносимая.
Кусакабэ Кимбэй работал с Феликсом Беато и Раймундом фон Штильфридом (англ. Baron Raimund von Stillfried) ассистентом и раскрашивал фотографии перед тем как открыл свою фотостудию в Иокогаме в 1881 году в районе Бэнтэн-дори, а с 1889 года работал в районе Хоммахи. Также он открыл офис в районе Гиндза города Токио.
В 1885 году он приобрёл негативы Феликса Беато и Штильфрида, также как и Утиды Куити (англ. Uchida Kuichi). Также Кусакабэ приобрёл негативы Уэно Хикомы (англ. Ueno Hikoma) с видами Нагасаки.
Завершил карьеру фотографа Кусакабэ Кимбэй в 1912—1913 годах.

## Галерея

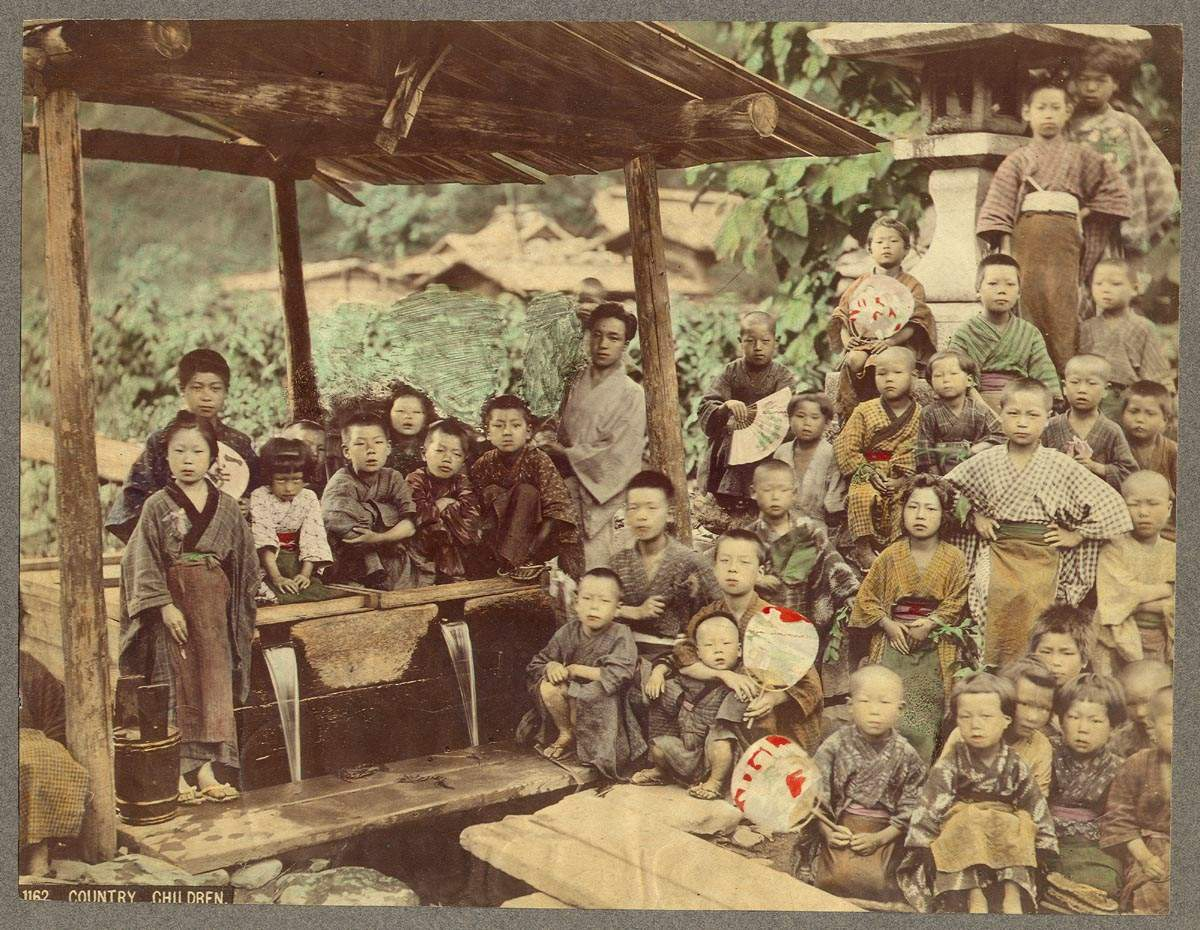
Деревенские дети
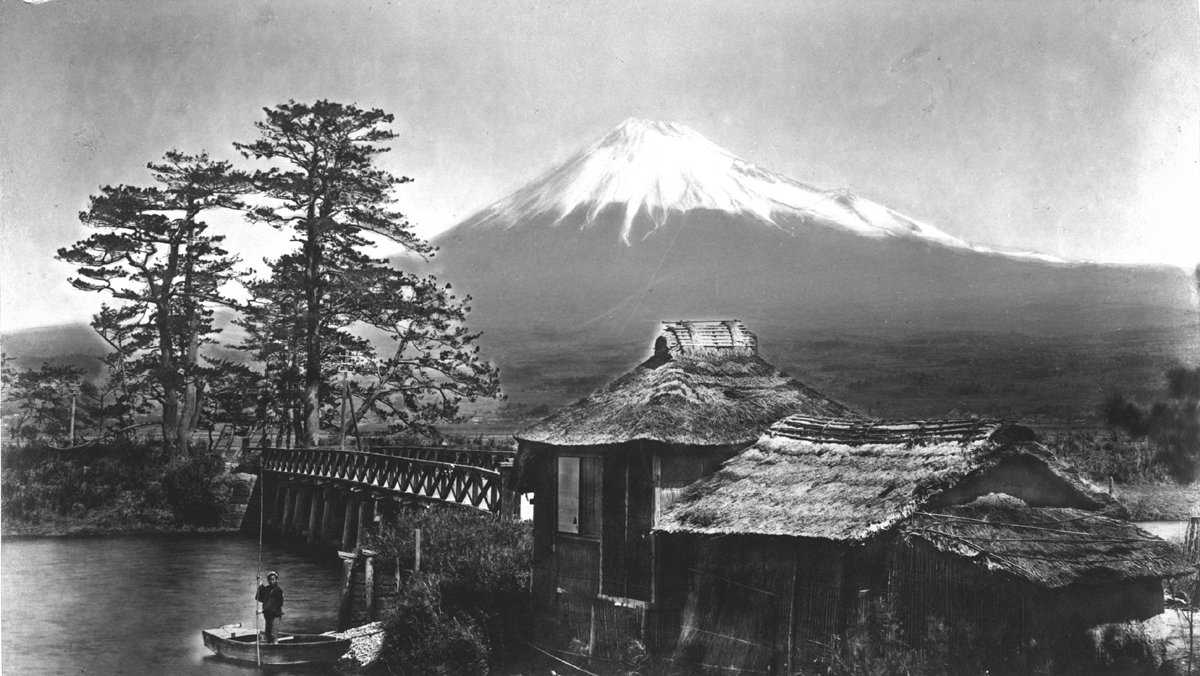
Гора Фудзи
Озеро Юмото около города Никко
Статуя Будды в Хаконе
Колокол храма Дайбуцу в Киото
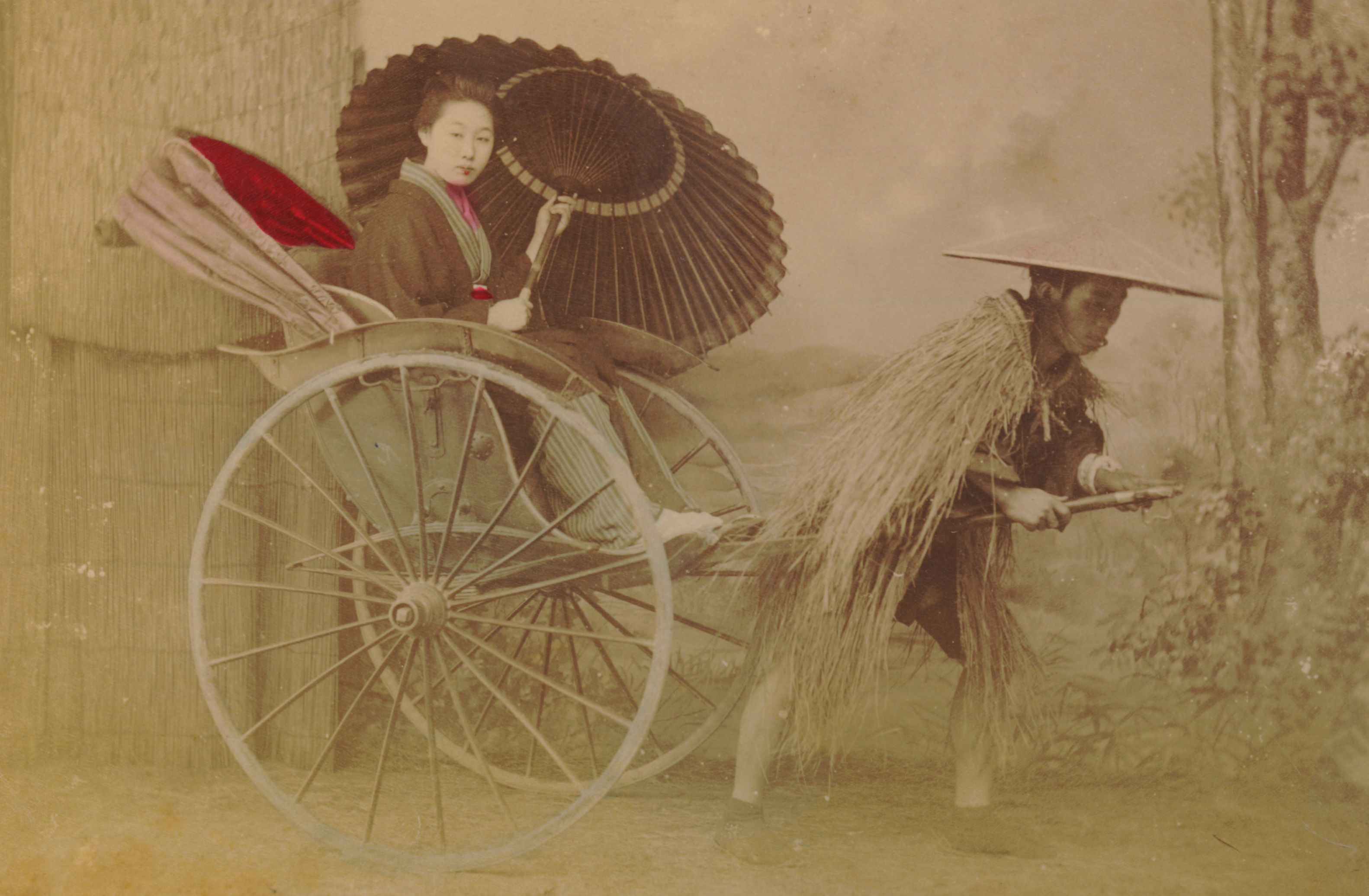
Японка на рикше
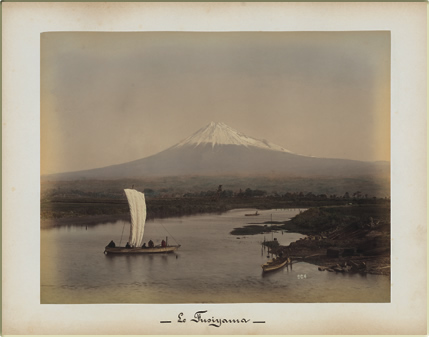
Вид горы Фудзи. Раскрашенная альбуминовая серебряная печать, 1880.